# 2-碘酰基苯甲酸
2-碘酰基苯甲酸（IBX）是典型的高价碘试剂，在有机合成中用作氧化剂，用于将醇氧化为醛。

## 制取
以邻碘苯甲酸、溴酸钾（或过一硫酸氢钾复合盐）和硫酸为原料制取。它在空气中稳定，可以长期保存。

## 历史
该化合物于1893年被首先合成，但由于它在多数常见有机溶剂中的溶解性不好，它的应用最初并不是很广泛。1994年 Frigerio 发现它易溶于二甲基亚砜，对醇和邻二醇的氧化效果很好，从而揭开了IBX在有机合成中应用的新篇章。
以前曾认为IBX是易爆的，但它对震动的敏感性可能是由于其中有制备原料溴酸钾残留。商业品IBX中还含有苯甲酸和间苯二甲酸作稳定剂。

## 反应机理

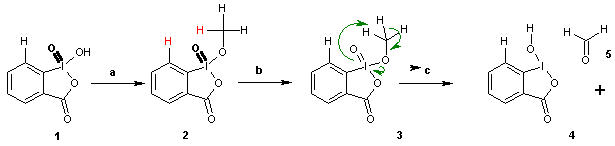
氧化甲醇为甲醛时的超价扭转机理：a) 配体交换（活化能 38 kJ/mol）；b) 超价扭转（51 kJ/mol）；c) 消除（20 kJ/mol）。红色质子间有位阻排斥。

IBX将醇氧化为醛的反应是经所谓超价扭转机理进行的，包括配体交换（取代醇羟基）、扭转及消除三步。扭转一步中氧原子移至消除反应所需的五元环过渡态中。扭转的推动力是烷氧基的质子与芳环邻位质子间的位阻作用。因而与低级醇相比高级醇更容易被IBX氧化。计算也显示，如果将邻位质子换成甲基，则反应速率将提高至前者的100倍。
扭转这一步是反应的速控步且是必需的，否则碘-氧双键与烷氧基是非共平面的，协同消除无法发生。
IBX有两个互变异构体，其中一个是羧酸结构。IBX在水中的pKa为2.4，在DMSO中的pKa为6.65。其酸性也会导致酸催化的异构化成为氧化的副反应。

## 应用
IBX也可负载到硅胶或聚苯乙烯上。这些含IBX的聚合物与IBX相比具有分离简便、试剂可回收和无爆炸性等优点，且氧化性与IBX相似，可得较满意的结果。
IBX与乙酸和乙酸酐的混合液加热即得戴斯－馬丁氧化劑（DMP），后者更易溶于常见有机溶剂中，具有很广泛的应用。IBX在氧化反应方面常与DMP有相似的性质，不过DMP不稳定，不能长期保存。
例：用于一种类花生酸的全合成中：

用IBX将醇氧化为醛，产率94% (Mohapatra, 2005)

2000年 K.C. Nicolaou 等人发现IBX可在加熱條件下實現醛酮化合物的脫氫反映，生成α,β-不飽和羰基化合物。

### 氧化断裂
例：IBX与DMSO连用，使邻二醇发生氧化断裂，生成酮：
反应中首先生成10-I-4的IBX与DMSO的12-I-5的加合物(3)，其中DMSO作离去基团。(3)与醇(4)反应得(5)，排出DMSO。(5)发生分子内缩合，释出一分子水，产生12-I-5螺双环的高碘物(6)，并进一步碎裂为(7)。存在羟基α质子时则酮醇为反应副产物。三氟乙酸对反应有促进作用。 